# Чубунов Георгій Борисович
Георгій Борисович Чубунов (12 червня 1901, село Зайцево Тульської губернії, тепер Тульського району Тульської області, Російська Федерація — 21 серпня 1965, місто Москва, Російська Федерація) — радянський військово-морський діяч, командувач Дніпровської військової флотилії, контр-адмірал (11.05.1949).

## Життєпис
Народився в селянській родині. З дитячих років працював у кустаря-слюсаря.
Член РКП(б) з 1920 року.
З липня 1922 до травня 1925 року — курсант Ленінградського військово-морського училища (військово-морської школи).
У травні 1925 — березні 1926 року — в.о. штурмана есмінця «Азард». З березня до жовтня 1926 року — помічник вахтового начальника лінійного корабля «Октябрская революция».
З жовтня 1926 до жовтня 1927 року навчався в штурманському класі Спеціальних курсів командного складу Військово-морських сил РСЧА.
У листопаді 1927 — липні 1928 року — штурман мінного загороджувача «25 Октября». У липні 1928 — серпні 1929 року — комендант транспорту «Горняк» Морських сил Балтійського моря. У серпні — вересні 1929 року — штурман мінного загороджувача «25 Октября».
У вересні 1929 — квітні 1932 року — слухач військово-морського факультету Військово-морської академії імені Ворошилова.
У квітні 1932 — січні 1935 року — помічник начальника сектору 1-го (оперативного) управління Штабу РСЧА.
У січні — березні 1935 року —  помічник начальника сектору 5-го відділення 1-го відділу, в березні 1935 — лютому 1937 року — помічник начальника 1-го відділу морського, в червні — серпні 1937 року — начальник 5-го відділення 1-го відділу, в серпні — жовтні 1937 року — заступник начальника 7-го відділення морського відділу Генерального штабу РСЧА.
У жовтні — листопаді 1937 року — начальник штабу Дніпровської військової флотилії в місті Києві.
У листопаді 1937 — березні 1940 року — командувач Дніпровської військової флотилії.
У березні — вересні 1940 року — начальник штабу Військово-морської бази Палдіскі в Естонії.
З вересня 1940 до травня 1941 року був командиром для зв'язку із Прибалтійським особливим військовим округом.
У травні — липні 1941 року — начальник штабу Ризької Військово-морської бази Балтійського флоту.
У липні — серпні 1941 року — начальник штабу кол. маневрової Військово-морської бази Балтійського флоту в місті Кунда Естонської РСР. У серпні 1941 року базу перенесли до міста Нарви. Георгій Чубунов був важко поранений у боях з німецькими військами.
З липня 1942 до квітня 1943 року був прикомандирований до Оперативного управління Головного морського штабу СРСР.
У квітні — серпні 1943 року — начальник 7-го (річкового) відділу, в серпні 1943 — листопаді 1944 року — начальник 5-го (річкових та озерних театрів) відділу, в листопаді 1944 — вересні 1948 року — начальник відділу післявоєнного тралення, у вересні 1948 — січні 1950 року — начальник 10-го відділу, в січні — липні 1950 року — начальник 6-го відділу Оперативного управління Головного штабу Військово-морських сил СРСР.
У липні 1950 — вересні 1955 року — начальник кафедри військово-морських дисциплін Військово-дипломатичної академії Радянської армії.
З вересня 1955 року — в запасі через хворобу.
Помер 21 серпня 1965 року в Москві.

## Звання
- контр-адмірал (11.05.1949)

## Нагороди та відзнаки
- орден Леніна (1947)
- три ордени Червоного Прапора (1944, 1948, 1952)
- орден Нахімова ІІ ст. (1945)
- орден Вітчизняної війни І ст. (1944)
- орден Virtuti Militari V ст. (Польща) (1946)
- орден Трудового Червоного Прапора
- медаль «За оборону Ленінграда»
- медаль «За перемогу над Німеччиною у Великій Вітчизняній війні 1941—1945 рр.» (1945)
- медалі